# Xã Martinsburg, Quận Pike, Illinois
Xã Martinsburg (tiếng Anh: Martinsburg Township) là một xã thuộc quận Pike, tiểu bang Illinois, Hoa Kỳ. Năm 2010, dân số của xã này là 419 người.